# St. Bartholomäus (Oppenheim)

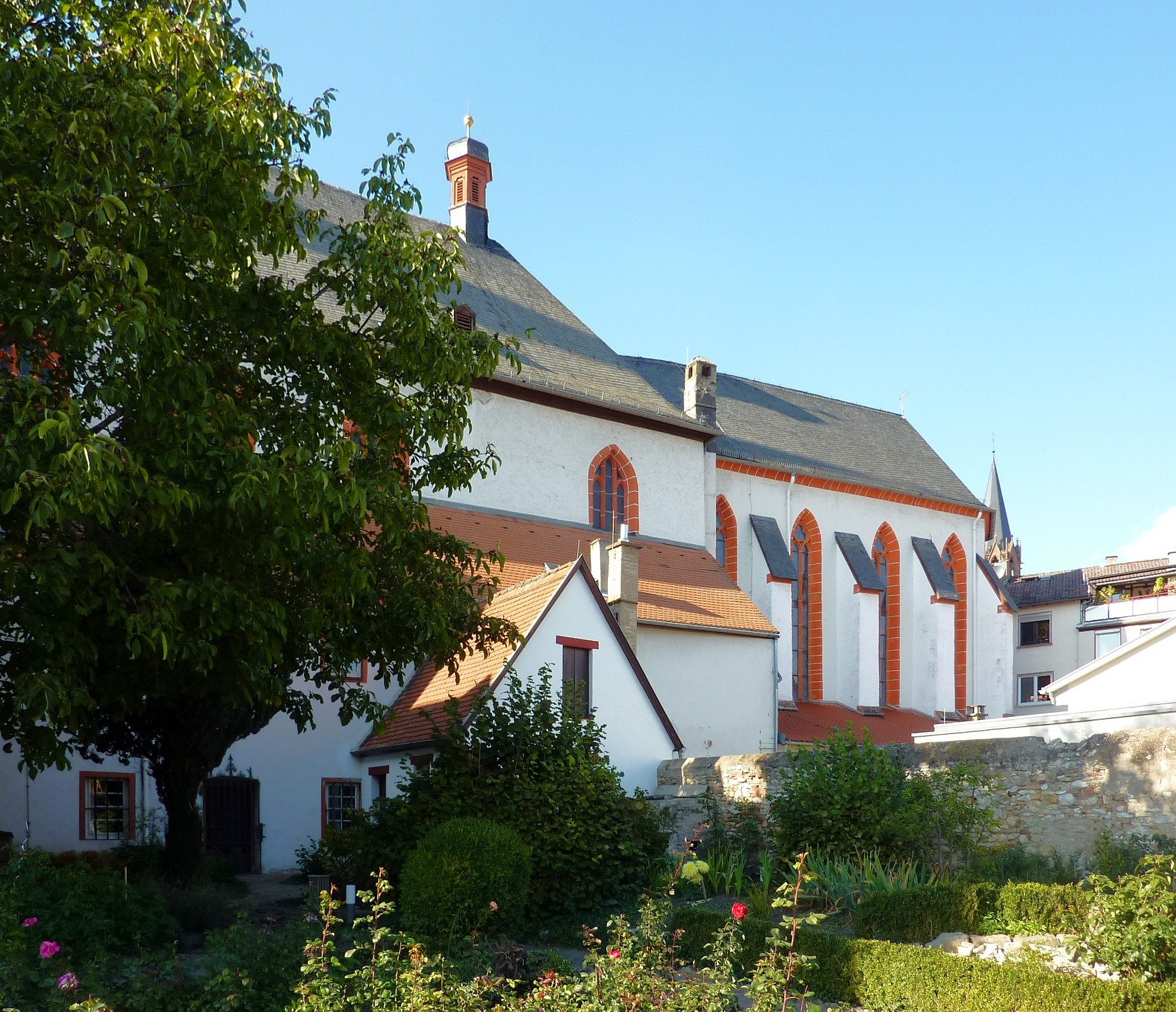
Die Kirche St. Bartholomäus in Oppenheim

Die katholische Filialkirche St. Bartholomäus ist ein denkmalgeschütztes Kirchengebäude in Oppenheim. Sie liegt unterhalb des Marktplatzes und geht auf die ehemalige Klosterkirche des Franziskanerklosters zurück. Als Bettelordenskirche ist sie dem heiligen Apostel Bartholomäus geweiht.

## Geschichte und Gestaltung

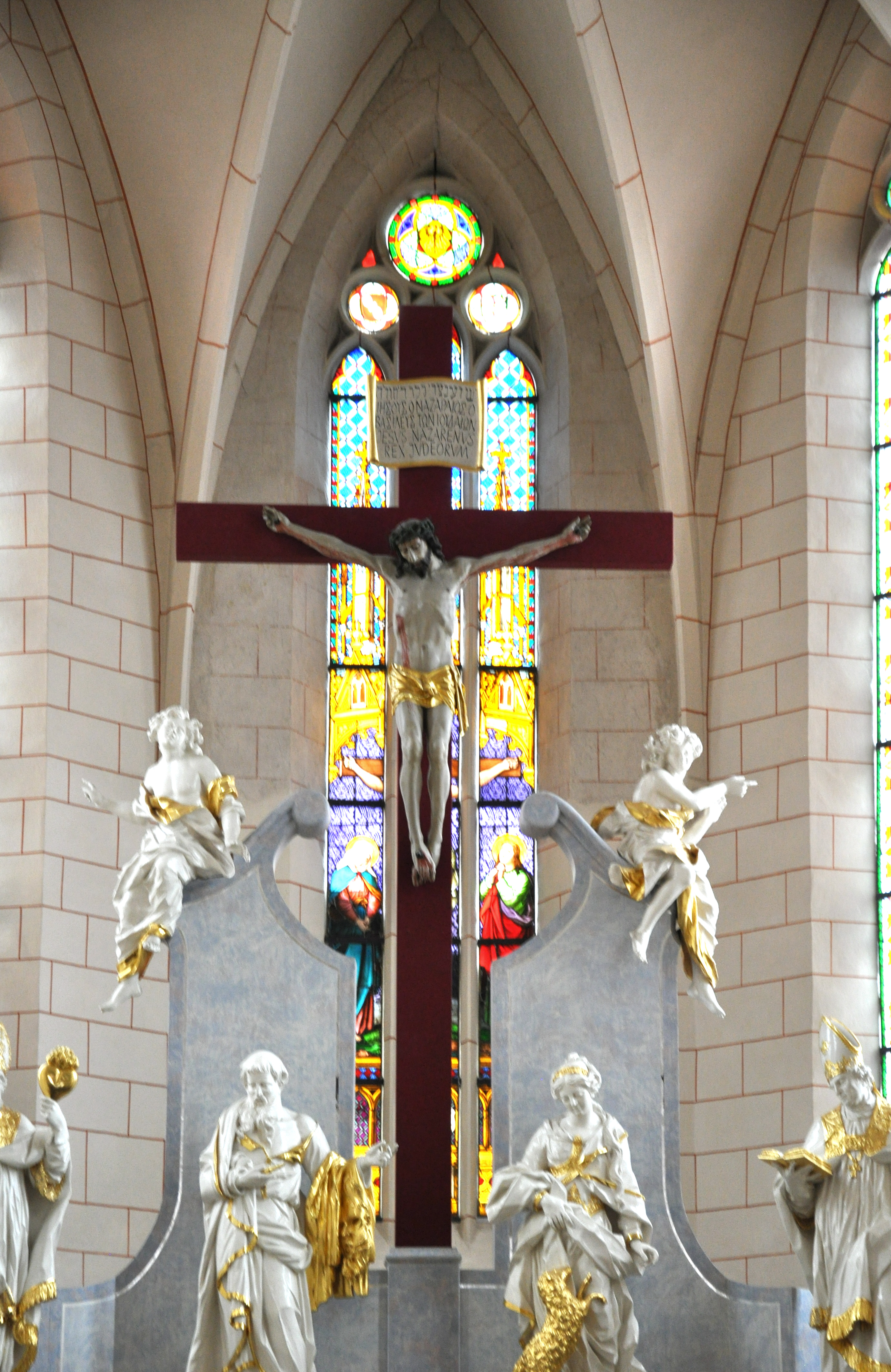
Das große Kreuz im Kirchenchor

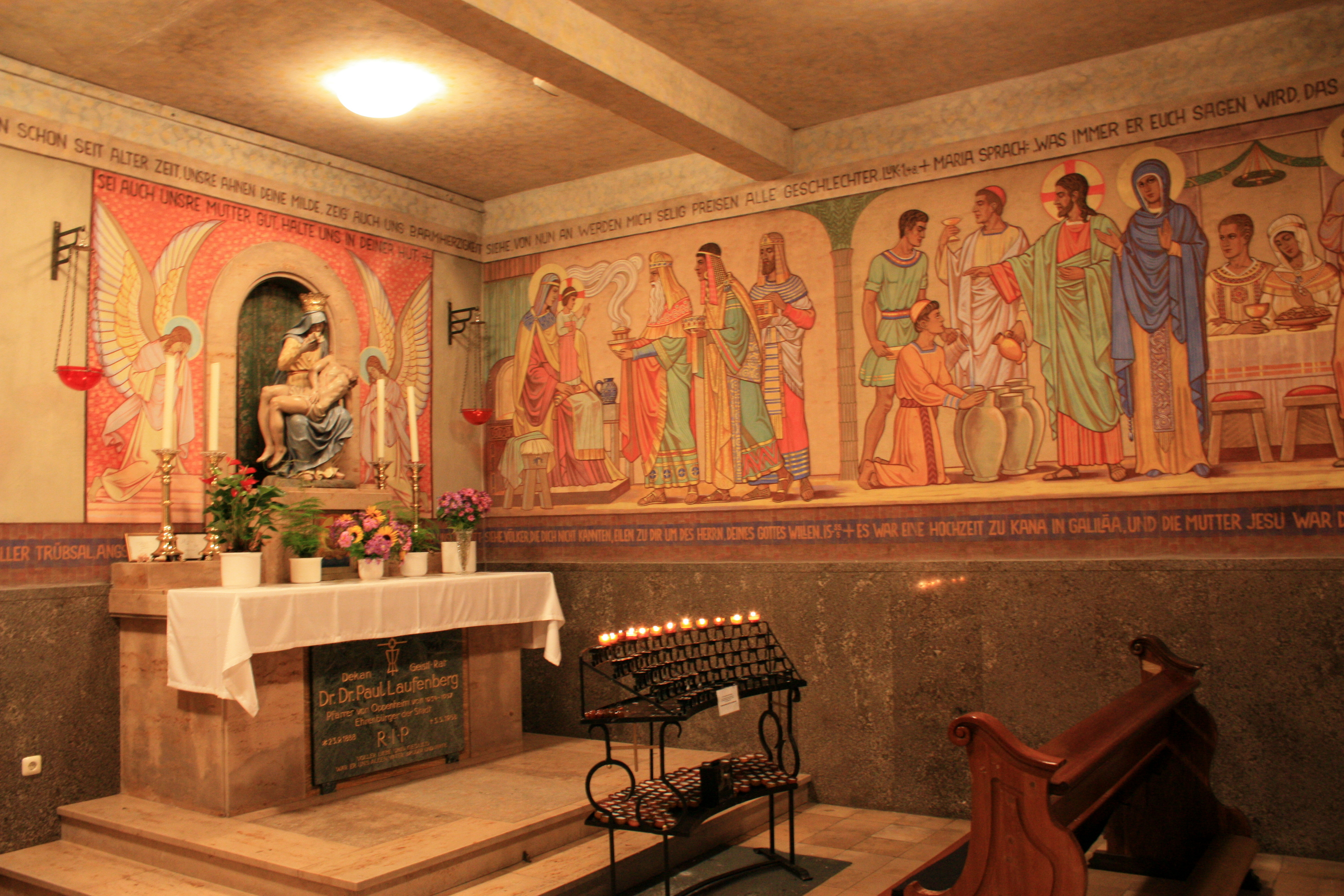
Marienkapelle

Um das Jahr 1250 wurde von Franziskanern in Oppenheim ein Kloster errichtet, das zur Oberdeutschen oder Straßburger Ordensprovinz (Provincia Argentina) gehörte. Manchen Quellen zufolge begründete aber schon der römisch-deutsche König Otto IV. im Jahr 1211 das heutige Kirchengebäude.
Etwa 250 Jahre später, um das Jahr 1500, entstand das große Kreuz im Kirchenchor.
Als im Zuge der Reformation die Franziskaner im Jahr 1561 das Kloster verlassen mussten, wurde es von Kurfürst Friedrich im Jahr 1568 aufgehoben. Auf Betreiben des amtierenden Bürgermeisters Philipp Kiderich, denen der Stadtrat folgte, wurde das Kloster in eine Lateinschule umgewandelt. Das endgültige Kirchengebäude, wie es heute existiert, ist den Bestrebungen des Kurfürsten Philipp Wilhelm im Jahr 1686 zuzurechnen. Seit diesem Zeitpunkt dient die Kirche den in Oppenheim ansässigen Katholiken als Gebetsort. Ehemalige Klosterbauten, die an südlicher Seite an das Gebäude angeschlossen waren, existieren heute nicht mehr, bzw. sind solche nur noch als Reste zu erkennen.
Um das Jahr 1718 wurde dem Orgelbauer Johann Anton Ignaz Will der Auftrag erteilt, die vorhandene Kirchenorgel instand zu setzen oder zu erneuern. Zwei Jahre später, 1720, entstanden die Kommunionbank, die Kanzel, die Beichtstühle und das Chorgestühl. 30 Jahre später, etwa um das Jahr 1750, wurden die Barockfiguren des Kirchengebäudes geschaffen. Der heute nicht mehr vorhandene Kreuzgang stammte aus der Jahrhundertwende um 1900.
Die Marienkapelle wurde in den Jahren 1939–1942 von dem Benediktiner Notker Becker vollständig im Beuroner Kunststil ausgemalt und ist heute eine der seltenen, komplett erhaltenen Schöpfungen dieser Malerschule.

## Aktuell

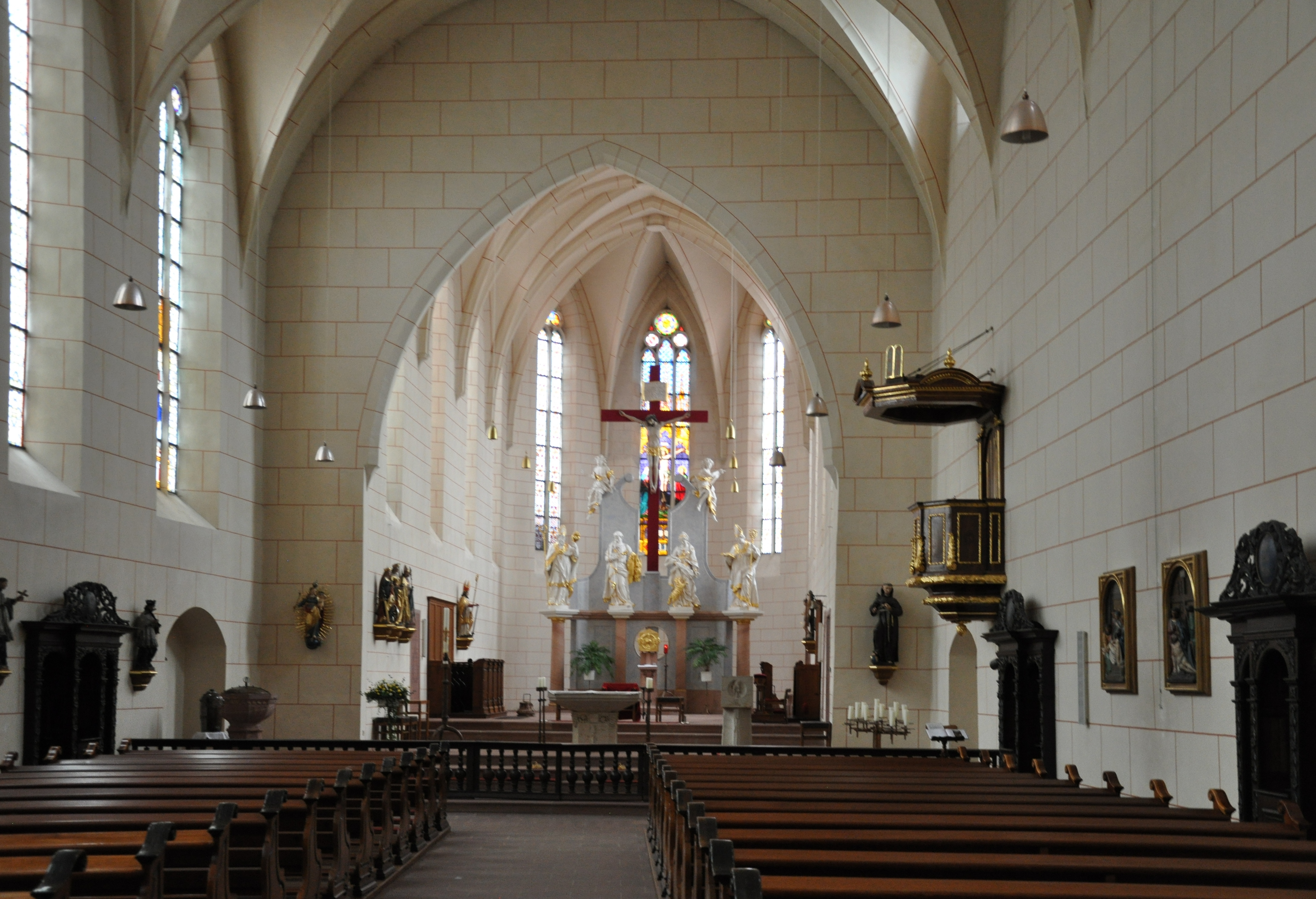
Innenraum der Kirche

In den Jahren 1990/91 erfuhr die Kirchenausstattung eine umfassende Renovierung: unter anderem wurden der Altar, das Altarretabel, die Tabernakel, die Sedilien, der Ambo und der Osterleuchter nach den Entwürfen des deutschen Bildhauers Hubert Elsässer überarbeitet bzw. neu erstellt.